# Anell noetherià
En àlgebra abstracta, un anell noetherià és un anell commutatiu i unitari que satisfà que la cadena d'ideals és estacionària. És a dir, donada una cadena d'ideals:
{\displaystyle I_{1}\subseteq \cdots \subseteq I_{k-1}\subseteq I_{k}\subseteq I_{k+1}\subseteq \cdots }
existeix un n tal que:
{\displaystyle I_{n}=I_{n+1}=\cdots .}
Aquest tipus d'anells reben aquest nom en honor de la matemàtica alemanya Emmy Noether.
La noció d'anell noetherià és d'una importància fonamental tant en teoria d'anells commutatius com no commutatius, a causa del rol que juga a l'hora de simplificar l'estructura d'ideals d'un anell. Per exemple l'anell dels enters i l'anell de polinomis sobre un cos són tots dos anells noetherians, i en conseqüència, hi són vàlids teoremes com el teorema de Lasker–Noether, el teorema de la intersecció de Krull o el teorema de la base de Hilbert. Addicionalment, si un anell és noetherià, llavors satisfà la condició de la cadena ascendent sobre ideals primers. Aquesta propietat suggereix una teoria profunda sobre la dimensió dels anells noetherians, començant amb la noció de la dimensió de Krull.

## Caracteritzacions
En el cas d'anells no commutatius, cal distingir entre tres conceptes ben semblants:
- Un anell és noetherià per l'esquerra si satisfà la condició de la cadena ascendent sobre els ideals per l'esquerra.
- Un anell és noetherià per la dreta si satisfà la condició de la cadena ascendent sobre els ideals per la dreta.
- Un anell és noetherià si és alhora noetherià per l'esquerra i noetherià per la dreta.

En el cas d'anells commutatius, tots tres conceptes coincideixen, però en general són diferents. Existeixen anells que són noetherians per l'esquerra i no per la dreta, i viceversa.
Existeixen altres definicions equivalents per a un anell noetherià (per l'esquerra) R:
- Tot ideal per l'esquerra I de R és finitament generat, és a dir, existeixen elements a1, ..., an de I tals que I = Ra1 + ... + Ran.[1]
- Tot conjunt no buit d'ideals per l'esquerra de R, parcialment ordenat per inclusió, té un element maximal respecte a la inclusió de conjunts.[1]

També són vàlids resultats anàlegs per a anells noetherians per la dreta.
Per tal que un anell commutatiu sigui noetherià és suficient que tot ideal primer de l'anell sigui finitament generat (el resultat és degut a I. S. Cohen).

## Propietats
- ℤ és un anell noetherià, un fet que s'utilitza en la demostració habitual de què tot enter no unitari és divisible per almenys un nombre primer, encara que s'acostuma a enunciar com «tot conjunt no buit d'enters té un element minimal respecte a la divisibilitat».
- Si R és un anell noetherià, llavors R[X] també és noetherià pel teorema de la base de Hilbert. Per inducció, R[X1, ..., Xn] és un anell noetherià. També, l'anell de sèries de potències R[[X]] és un anell noetherià.
- Si R és un anell noetherià i I és un ideal, llavors l'anell quocient R/I és també noetherià. En altres paraules, la imatge per qualsevol homomorfisme d'anells suprajectiu d'un anell noetherià és noetheriana.
- Tota àlgebra commutativa finitament generada sobre un anell noetherià commutatiu és noetheriana (això és una conseqüència de les dues propietats anteriors).
- Un anell R és noetherià per l'esquerra si i només si tot R-mòdul per l'esquerra finitament generat és un mòdul noetherià.
- Tota localització d'un anell noetherià commutatiu és noetheriana.
- Una conseqüència del teorema de Hopkins–Levitzki és que tot anell artinià és noetherià per l'esquerra. Una altra conseqüència és que un anell artinià per l'esquerra és noetherià per la dreta si i només si és artinià per la dreta. També són vàlides les propietats anteriors intercanviant els termes "esquerra" i "dreta".
- Un anell noetherià per l'esquerra és coherent per l'esquerra, i un domini noetherià per l'esquerra és un anell d'Ore per l'esquerra.
- Un anell és noetherià per l'esquerra/per la dreta si i només si tota suma directa de mòduls injectius per l'esquerra/per la dreta és injectiva. Tot mòdul injectiu es pot descompondre com a suma directa de mòduls injectius indescomposables.
- En un anell noetherià commutatiu, només hi ha un nombre finit d'ideals primers minimals.
- En un domini noetherià commutatiu R, tot element es pot factoritzar en elements irreductibles. A més, si els elements irreductibles són elements primers, llavors R és un domini de factorització única.

## Exemples
- Qualsevol cos, incloent-hi els cossos dels nombres racionals, dels nombres reals i dels nombres complexos, és noetherià (un cos només té dos ideals: el mateix cos i (0)).
- Tot domini d'ideals principals, com els enters, és noetherià, ja que tot ideal està generat per un sol element.
- Un domini de Dedekind (per exemple, els anells d'enters) és noetherià, ja que tot ideal està generat per, com a màxim, dos elements. El fet que sigui noetherià és una conseqüència del teorema de Krull–Akizuki. Les fites sobre el nombre de generadors és un corol·lari del teorema de Forster–Swan.
- L'anell de coordenades d'una varietat afí és un anell noetherià, a conseqüència del teorema de la base de Hilbert.
- L'àlgebra envolupant U d'una àlgebra de Lie de dimensió finita {\displaystyle {\mathfrak {g}}} és alhora noetheriana per l'esquerra i per la dreta; això és una conseqüència del fet que l'anell graduat associat de U és un quocient de {\displaystyle \operatorname {Sim} ({\mathfrak {g}})}, que és un anell de polinomis sobre un cos i, per tant, noetherià.[2]
- L'anell de polinomis en un nombre finit de variables sobre els enters o sobre un cos.

Els anells que no són noetherians acostumen a ser molt grans, en un cert sentit. A continuació presentem alguns exemples d'anells no noetherians:
- L'anell de polinomis en un nombre infinit de variables, X1, X₂, X₃, etc. La successió d'ideals (X1), (X1, X₂), (X1, X₂, X₃), etc. és ascendent, i no finalitza.
- L'anell d'enters algebraics no és noetherià. Per exemple, conté aquesta cadena ascendent infinita d'ideals principals: (2), (21/2), (21/4), (21/8), ...
- L'anell de funcions contínues dels reals en els reals no és noetherià: Sigui In l'ideal de totes les funcions contínues f tals que f(x) = 0 per a tot x ≥ n. La successió d'ideals I0, I1, I₂, etc., és una cadena ascendent infinita.
- L'anell dels grups d'homotopia estable de les esferes no és noetherià.[3]

Tot i això, un anell no noetherià pot ser un subanell d'un anell noetherià. Com que tot domini d'integritat és un subanell d'un cos, tot domini d'integritat que no sigui noetherià n'és un exemple. Un altre exemple:
- L'anell de les funcions racionals generat per x i y/xn sobre un cos k és un subanell del cos k(x,y) en només dues variables.

De fet, existeixen anells que són noetherians per la dreta però no per l'esquerra, de tal manera que cal tenir cura en mesurar la "grandària" d'un anell d'aquesta forma. Per exemple, si L és un subgrup de Q² isomorf a Z, sigui R l'anell d'homomorfismes f de Q² a ell mateix que satisfà f(L) ⊂ L. Escollint una base, podem descriure l'anell R com
{\displaystyle R=\left\{\left.{\begin{bmatrix}a&\beta \\0&\gamma \end{bmatrix}}\,\right\vert \,a\in \mathbb {Z} ,\beta \in \mathbb {Q} ,\gamma \in \mathbb {Q} \right\}.}
Aquest anell és noetherià per la dreta, però no és noetherià per l'esquerra; el subconjunt I⊂R que consisteix dels elements amb a=0 i γ=0 és un ideal per l'esquerra que no està finitament generat com a R-mòdul per l'esquerra.
Si R és un subanell commutatiu d'un anell noetherià per l'esquerra S, i S és finitament generat com a R-mòdul per l'esquerra, llavors R és noetherià. (En el cas especial en què S és commutatiu, això es coneix com el teorema d'Eakin.) Tot i això, aquest enunciat no és cert si R no és commutatiu: l'anell R del paràgraf anterior és un subanell de l'anell noetherià per l'esquerra S = Hom(Q²,Q²), i S és finitament generat com R-mòdul per l'esquerra, però R no és noetherià per l'esquerra.
Un domini de factorització única no és necessàriament un anell noetherià. Satisfà una condició més feble: la condició de la cadena ascendent sobre ideals principals.

## Descomposició primària
En l'anell Z dels enters, un ideal arbitrari té la forma (n) per a algun n enter (on (n) denota el conjunt de tots els múltiples enters de n). Si n és no nul, i no és ni 1 ni -1, llavors pel teorema fonamental de l'aritmètica, existeixen primers pi, i enters positius ei, amb {\displaystyle n=\prod _{i}{p_{i}}^{e_{i}}}. En tal cas, l'ideal (n) es pot escriure com la intersecció dels ideals (piei); és a dir, {\displaystyle (n)=\cap _{i}({p_{i}}^{e_{i}})}. Hom diu que aquesta és una descomposició primària de l'ideal (n).
En general, hom diu que un ideal Q d'un anell és primer si Q és un subconjunt propi i sempre que xy ∈ Q, llavors o bé x ∈ Q o bé yn ∈ Q per a algun enter positiu n. En Z, els ideals primaris són precisament els ideals de la forma (pe), on p és primer i e és un enter positiu. Així, una descomposició primària de (n) correspon a representar (n) com la intersecció d'un nombre finit d'ideals primers.
Com que el teorema fonamental de l'aritmètica aplicat a un enter n diferent de 0, d'1 i de -1 també assegura la unicitat de la representació {\displaystyle n=\prod _{i}{p_{i}}^{e_{i}}} per a pi primer i ei positius, una descomposició primària de (n) és essencialment única.
Per totes les raons abans esmentades, el següent teorema, anomenat teorema de Lasker–Noether, es pot veure com una certa generalització del teorema fonamental de l'aritmètica:
| Teorema de Lasker-Noether Sigui R un anell noetherià commutatiu, i sigui I un ideal de R. Llavors I es pot escriure com la intersecció d'un nombre finit d'ideals primaris amb radicals diferents; és a dir: {\displaystyle I=\bigcap _{i=1}^{t}Q_{i}} on Qi és primer per a tot i, i Rad(Qi) ≠ Rad(Qj) per a i ≠ j. Addicionalment, si: {\displaystyle I=\bigcap _{i=1}^{k}P_{i}} és una descomposició de I amb Rad(Pi) ≠ Rad(Pj) per a i ≠ j, i totes dues descomposicions son no-redundants (és a dir, cap subconjunt propi ni de {Q1, ..., Qt} ni de {P1, ..., Pk} dona una intersecció igual a I), llavors t = k i (després de renumerar els Qi, si cal) Rad(Qi) = Rad(Pi) per a tot i. |

Per a tota descomposició primària de I, el conjunt de tots els radicals, és a dir, el conjunt {Rad(Q1), ..., Rad(Qt)} no varia, pel teorema de Lasker–Noether. De fet, resulta que (per a un anell noetherià) el conjunt és precisament l'anul·lador del mòdul R/I; és a dir, el conjunt de tots els anul·ladors de R/I (vist com a mòdul sobre R) que són primers.